# Unione Mondiale dei Deisti
L'Unione Mondiale dei Deisti (World Union of Deists - WUD) è la più grande organizzazione al mondo che promuove la religione naturale del Deismo.

## Storia
La World Union of Deists è stata fondata a Charlottesville, in Virginia, il 10 aprile 1993 da Robert Johnson. Questa è stata la prima volta che un'organizzazione dedita alla propagazione del deismo è esistita dai tempi di Thomas Paine ed Elihu Palmer nel 19º secolo. La WUD ha sede negli Stati Uniti con rappresentanti in una trentina di paesi, produce podcast, gestisce una biblioteca online e pubblica la rivista Deism. Il motto è "Dio ci ha dato la ragione, non la religione". Ci sono sacerdoti cattolici che si sono convertiti al deismo grazie alla WUD, come Ray Fontaine. La WUD ha una pubblicazione bimestrale chiamata Think!.

## Membri Internazionali
- Unione Deista Italiana
- Association Déiste de France
- Deism India
- Deismo Brasil